# Isurus
Isurus – rodzaj ryb chrzęstnoszkieletowych z rodziny lamnowatych (Lamnidae). W literaturze opisywane są nazwą ostronosy.

## Rozmieszczenie geograficzne
Zasiedlają strefę umiarkowaną i ciepłą wszechoceanu.

## Morfologia
Długość ciała do 445 cm; masa ciała do 506 kg.

## Systematyka
Rodzaj zdefiniował w 1810 roku francuski przyrodnik Constantine Samuel Rafinesque w publikacji własnego autorstwa poświęconej nowym rodzajom i gatunkom zwierząt i roślin Sycylii. Gatunkiem typowym jest (oznaczenie monotypowe) ostronos atlantycki (I. oxyrinchus).

### Etymologia
- Isurus: gr. ισος isos ‘równy, jednakowy’; ουρα oura ‘ogon’[8].
- Oxyrhina: gr. οξυς oxus ‘ostry, spiczasty’[9]; ῥις rhis, ῥινος rhinos ‘nos, pysk’[10]. Gatunek typowy (absolutna tautonimia): Lamna oxyrhina Cuvier & Valenciennes, 1835 (= Isurus oxyrinchus Rafinesque, 1810).
- Plectrostoma: gr. πληκτρον plēktron ‘ostroga koguta’[11]; στομα stoma, στοματος stomatos ‘usta’[12].
- Isuropsis: rodzaj Isurus Rafinesque, 1810; gr. οψις opsis, οψεως opseōs ‘wygląd, oblicze, twarz’[13]. Gatunek typowy (oryginalne oznaczenie): Oxyrhina glauca Müller & Henle, 1839 (= Isurus oxyrinchus Rafinesque, 1810).
- Lamiostoma: rodzaj Lamia Risso, 1827; gr. στομα stoma, στοματος stomatos ‘usta’[12]. Gatunek typowy: †Lamiostoma belyaevi Glückman, 1964 (nomen dubium; = być może Isurus paucus Guitart Manday, 1966)

### Podział systematyczny
Do rodzaju należą następujące gatunki:
- Isurus oxyrinchus Rafinesque, 1810 – ostronos atlantycki[6]
- Isurus paucus Guitart Manday, 1966 – ostronos długopłetwy[15]